# 有柄石韦
有柄石韦（学名：Pyrrosia petiolosa）为水龙骨科石韦属下的一个种。

## 外部連結
- 石韋 Shiwei  （页面存档备份，存于） 中藥材圖像數據庫 (香港浸會大學中醫藥學院)

## 扩展阅读
- 維基物種上的相關：有柄石韦